# الجزيرة الفراتية
الجزيرة الفراتية اختصارًا الجزيرة وتاريخياً إقليم أقور هي منطقة واقعة بين الشام والعراق والأناضول، تشمل المنطقة اليوم شمال شرق سوريا وشمال غرب العراق وجنوب شرق تركيا مشكلة الجزء الشمالي من وادي الرافدين. يحدها من الشرق جبال زاغروس ومن الشمال جبال طوروس وإلى الجنوب بادية الشام ومنخفضات الثرثار والحبانية.

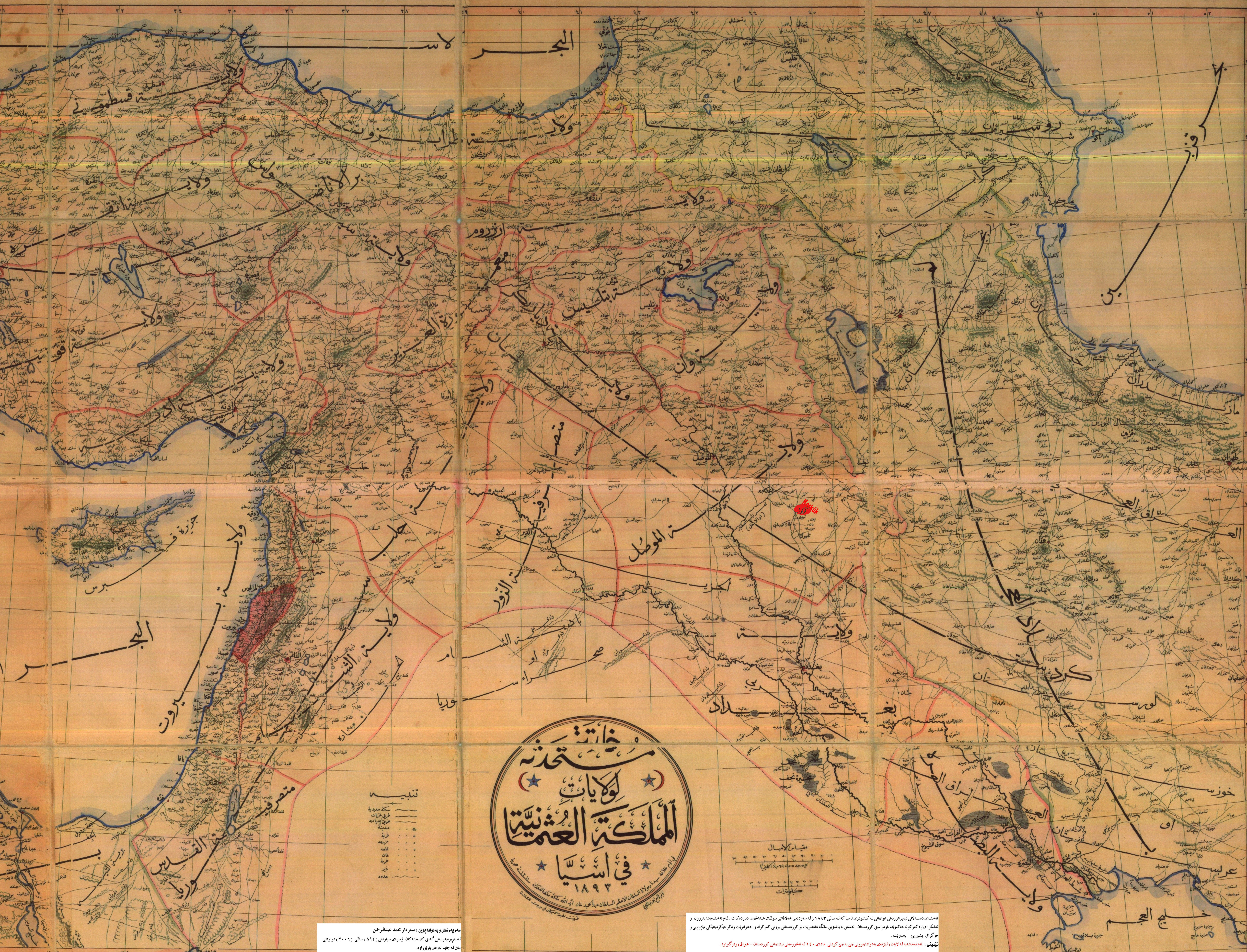
الجزيرة في خريطة عثمانية من عهد عبد الحميد الثاني، ممتدة من شمال ولاية بغداد إلى متصرفية الزور.

## الجغرافيا

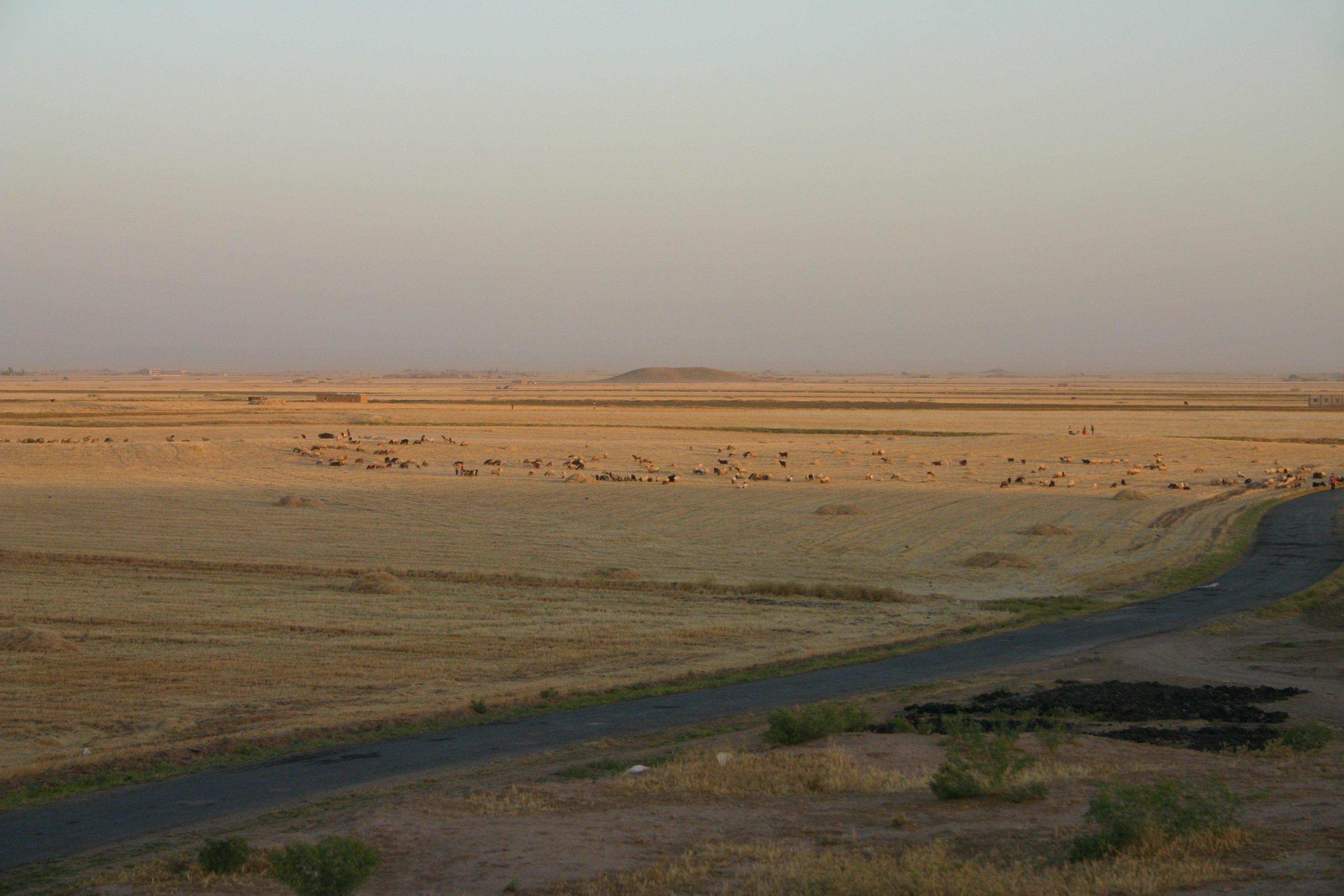
أرض زراعية في منطقة مثلث الخابور في الجزيرة، سوريا، 2005.

تقع منطقة الجزيرة بين الشام والعراق وكردستان بحسب قاموس الأعلام، وهي الدائرة المعرفية الأضخم في عهد الدولة العثمانية.
تاريخياً، تنسب إلى البلاد الجزرية مدن وبلدات وقرى هامة أسهب البلدانيون في تعدادها ووصفها، ومن أشهرها الموصل وديار بكر والرها ورأس العين ونصيبين وجزيرة ابن عمر وسروج وقرقيسيا ودنيصر وسنجار وغيرها. بعض هذه المدن ما زالت قائمة بأسمائها التاريخية أو أسماء جديدة (مثل آمد التي أصبحت ديار بكر) وبعضها الآخر اندثر أو نشأت على أنقاضها أو بجوارها مدن وبلدات جديدة. أطلقت على المدينة الواحدة أسماء عديدة حسب لغات أو نطق شعوبها وهذه الظاهرة ظاهرة تسمية المدينة الواحدة بأسماء عدة لها امتدادات حتى يومنا هذا، وعلى سبيل المثال: مدينة الحدث والتي تعد إحدى الثغور الجزرية التاريخية والواقعة بين سميساط ومرعش وملطية يسميها الأرمن «كينوك»، ويسميها الكرد «الهت»، والعرب تسميها «الحدث». ومن الأمثلة الأشهر مدينة الرها التاريخية التي أطلق عليها الأتراك اسم أورفة.
حسب التقاسيم الإدارية اليوم، تضم الجزيرة غرب محافظة نينوى ومحافظة صلاح الدين والقسم الشرقي من محافظة الأنبار حتى مدينة هيت في العراق، ومحافظة الحسكة بشكل كامل بالإضافة للمناطق الشرقية من محافظتي دير الزور والرقة في سوريا، وكامل محافظات أورفة وماردين وديار بكر وبطمان وسعرد وشرناق وأديامان وأجزاء من محافظات وان وبدليس ومعمورة العزيز وبينكل وملطية في تركيا. ويطلق حالياً اسم الجزيرة في الغالب على المنطقة بين الرقة والموصل وصولاً إلى الحدود التركية، بينما تطلق تركيا اسم منطقة جنوب شرق الأناضول على الجزء الواقع في أراضيها من الجزيرة.

## التاريخ

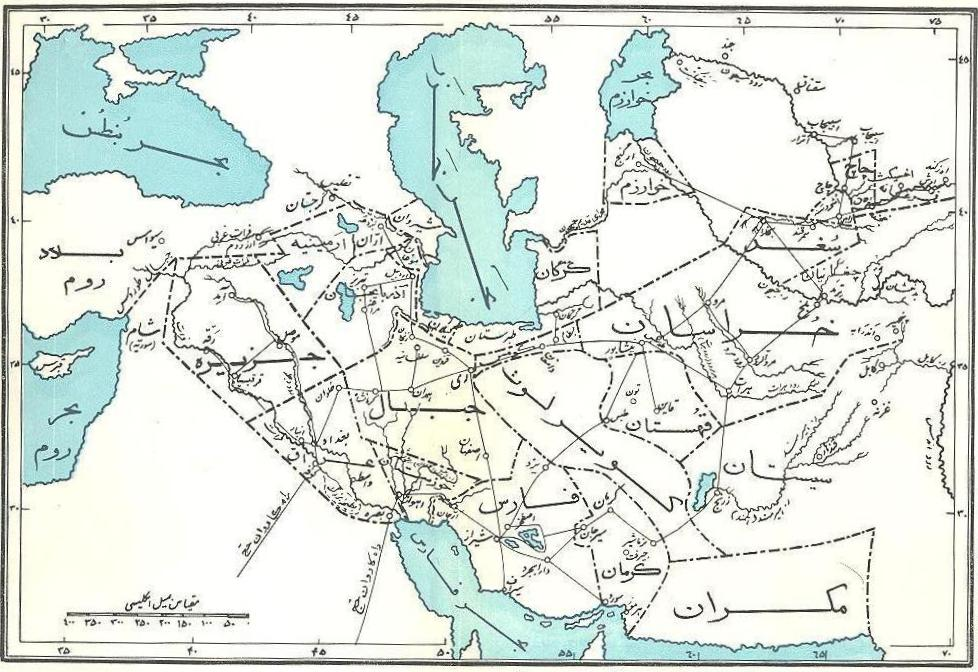
خريطة تظهر موقع الجزيرة في العهد العباسي-لي سترانج.

سكن الآراميون الجزيرة وأسسوا فيها عدة ممالك سقطت تحت سيطرة الآشوريين. هاجرت إليها قبائل عربية عندما تفرق أبناء عدنان فقصدتها قبيلة تغلب العربية. شهدت المنطقة ظهور ممالك سريانية وعربية مثل مملكة الرها والحضر وتدمر وحدياب. أصبحت مركزا هاماً للمسيحية السريانية في القرون المسيحية الأولى. كان من أول الممالك التي أوجدها العرب في الجزيرة مملكة الحضر (جنوب غرب الموصل)، التي ازدهرت في القرن الثاني ميلادي واندثرت في القرن الثالث.
وقعت المنطقة بعد مجيء الإسلام تحت سيطرة الأمويّين والعباسيين. بعد ذلك، نشأت فيها إمارات إسلامية كالزنكيين والأيوبيين والحمدانيين وغيرهم.
وتشير الكتابات التاريخية إلى منطقة الجزيرة باسم إقليم آقور وهو أحد الأقاليم العربية السبع حسب الجغرافيين العرب من أمثال: شمس الدين المقدسي المتوفى سنة 990 في كتابه أحسن التقاسيم في معرفة الأقاليم، إذ يروي في جمل شؤون هذا الإقليم فيقول:
وصف الإدريسي في كتابه نزهة المشتاق في اختراق الآفاق مدن إقليم الجزيرة قائلاً:
كان العرب يسمون بلاد ما بين النهرين العليا بالجزيرة، لأن أعالي دجلة والفرات كانت تكتنف سهولها وكانت الجزيرة تنقسم إلى ثلاث ديار:
1. ديار ربيعة
2. ديار مضر
3. ديار بكر

التقسيمات الإدارية للجزيرة الفراتية خلال الفترة الأموية والعباسية المبكرة، حيث كانت تضم ديار ربيعة وديار مضر وديار بكر.

وهي نسبة إلى القبائل العربية مضر بن نزار بن معد بن عدنان وبكر وتغلب ابني وائل من ربيعة بن معد بن عدنان التي نزلت الجزيرة قبل الإسلام، فعرف كل من هذه الديار بقبيلته. وكانت مدينة الموصل على نهر دجلة، أجمل مدن ديار ربيعة، وكانت مدينة الرقة على الفرات، قاعدة ديار مضر، وآمد في أعالي دجلة وهي أكبر مدن ديار بكر وهي أقصى هذه الديار شمالاً.
أما تسميات الجزيرة فقسم من العرب القدامى: فقد سماها المقدسي وياقوت الحموي أقور وأصل أسم أقور غير واضح ويبدو أنه الاسم القديم للجزيرة.
وكانت تفصل بين حدود هذه الديار فواصل مائية فقد كانت ديار بكر وهي سقي دجلة من منبعه إلى منعطفه العظيم في الجنوب إلى أسفل تل فافان، وكانت ديار مضر إلى الجنوب الغربي وهي الأرض المحاذية للفرات من سميساط حيث يغادر سلاسل الجبال منحدراً نحو السهول حتى مدينة عانة مع السهول التي يسقيها نهر البليخ رافد الفرات الآتي من حران. أما ديار ربيعة، فقد كانت في شرق ديار مضر وتتألف من الأرض الواقعة شرق الخابور الكبير (خابور الفرات) المنحدر من رأس العين ومن الأرض التي في شرق الهرماس، وهو نهر ينساب في منخفض الثرثار باتجاه الشرق إلى دجلة، وكذلك من الأرض على ضفتي دجلة التي تمتد بانحدار النهر من تل فافان إلى تكريت، أي الأرض التي تقع في غرب دجلة حتى نصيبين والتي في شرقه المشتملة على السهول التي يسقيها الزاب الصغير والزاب الكبير ونهر الخابور الصغير (خابور دجلة).

## السكان

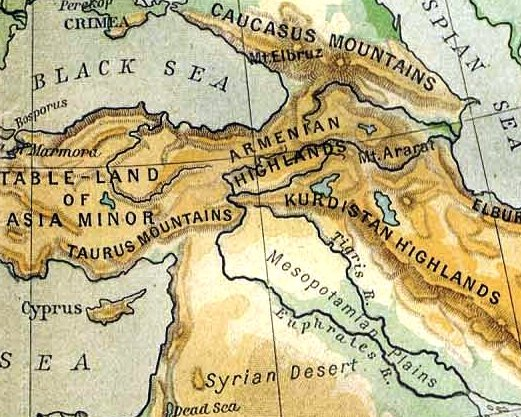
خريطة من الأطلس التاريخي (1923) تظهر الجزيرة الفراتية تحدها من الشمال الشرقي مرتفعات كردستان، ومن الشمال إلى الشمال الغربي جبال طوروس ومن الجنوب بادية الشام

المنطقة هي موطن لشعوب مختلفة أقدمهم الآشوريون الناطقون بالآرامية المتحدرون من سكان بلاد ما بين النهرين القدماء ثم العرب ثم الكرد. دخل الآلاف من اللاجئين الآشوريين إلى الجزيرة السورية من تركيا، بعد الإبادة الجماعية الآشورية في الحرب العالمية الأولى. في سنة 1933 فر 24,000 آشوري آخرين إلى المنطقة، بعد مذبحة سميل في شمال العراق، التي شنها الجيش العراقي بقيادة بكر صدقي ضمن عمليات تصفية منظمة في عهد فيصل الأول وحكومة رشيد عالي الكيلاني ضد الآشوريين المهاجرين من تركيا.

### الهجرة الكردية إلى الجزيرة والتغير الديموغرافي
كان تواجد الكرد في المنطقة يقتصر على جبال طوروس الواقعة شمال وشرق منطقة الجزيرة، ومن هنا عُرف إقليم الجبال باسم دار الأكراد. ومن أهم الروايات التاريخية لتوزع سكان المنطقة ما ذكره الرحالة الأندلسي ابن جبير (1145- 1217) في رحلته التي وصفها في كتابه رحلة ابن جبير. ذكر الرحالة أوصاف البلاد وازدهار بعض مدنها وأسواقها. نزل ابن جبير بإحدى الخانات خارج نصيبين في طريقه إلى مدينة دنيصر، ويقول واصفاً رحلته:
شهدت منطقة الجزيرة العليا تغيرات سكانية كبيرة في القرن العشرين، كان أهمها تهجير معظم المسيحيين الموجودين وإحلال قبائل كردية مكانهم.[هل المصدر موثوق به؟]
في القرن الثامن عشر، سجل الكاتب الدنماركي كارستن نيبور، الذي سافر إلى الجزيرة سنة 1764، ست قبائل عربية في الجزيرة هي طيء وكعب، والبقارة، والجحيش، والذيابات، والشرابين، وعدد خمس قبائل كردية إلى الشمال منها قرب ماردين هي الداكورية، والتشيتية، والكيكية والشيشانية، والمللية. وبحسب نيبور، فقد استقرت القبائل الكردية بالقرب من ماردين، وكانوا يدفعون لمحافظ تلك المدينة حق رعي قطعانهم في الجزيرة السورية شتاء لأنها كانت تعود للقبائل العربية.
بعد إنشاء الحدود التركية السورية وخلال عهد الانتداپ الفرنسي، هاجر الآلاف من أفراد هذه القبائل الكردية التركية تدريجياً إلى القرى والمدن في الجزيرة السورية (مقاطعة الجزيرة).
بعد فشل الثورات الكردية في تركيا الكمالية في منتصف العشرينيات من القرن العشرين، كان هناك تدفق كبير للكرد إلى منطقة الجزيرة السورية، التي كانت آنذاك تحت الاحتلال الفرنسي لسوريا، هربًا من الهجوم التركي اللاحق. يقدر أن 25,000 كردي فروا في هذا الوقت إلى مناطق الجزيرة التي كانت تحت سلطة الانتداب الفرنسي، الذي شجع الهجرة وآوى اللاجئين ووظفهم.

## المناخ
مناخ المنطقة بين متوسطي شبه جاف إلى صحراوي، يتميز بصيف طويل جاف وهواء اساخن شحيح الرطوبة، وشتاء واضح البرودة ومتعدد الأمطار بينما الربيع معتدل مع أمطار متقطعة.[بحاجة لمصدر]

## الجغرافيا الطبيعية

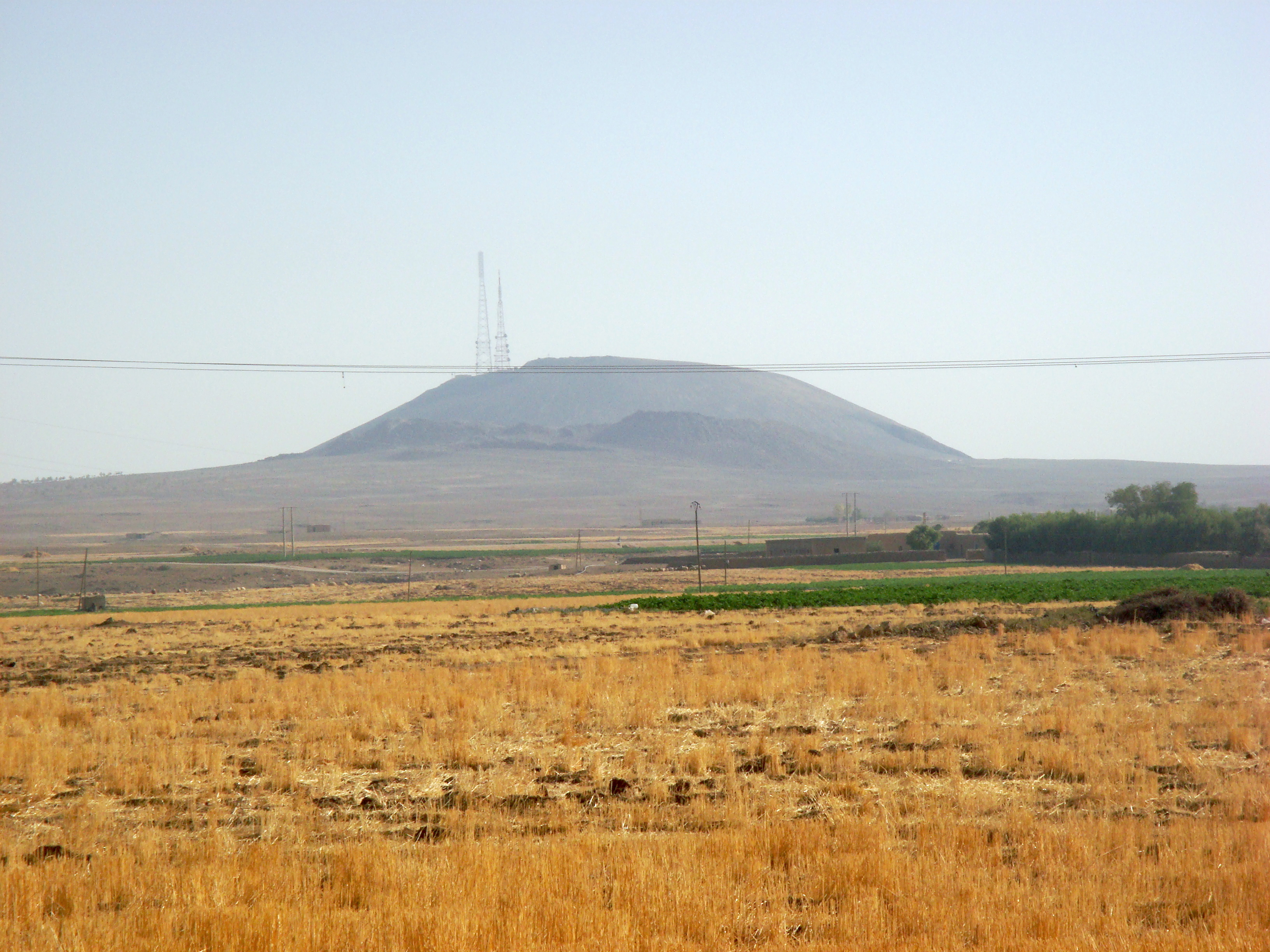
جبل كوكب بالحسكة، سورية

الجزيرة أرض خصبة جداً، وفيها تنوع كبير من حيث طبيعة الأرض من سهول وهضاب وجبال وأودية وأنهار. ومن أشهر الأنهار فيها:
- الفرات
- دجلة
- الخابور
- جقجق
- الزركان
- الجرجب.[بحاجة لمصدر]

كما توجد فيها جبال وتلال ذات أهمية تاريخية ودينية مثل:
- جبل سنجار
- جبل عبد العزيز
- جبل كوكب.[بحاجة لمصدر]

تشتهر المنطقة كذلك بوجود تنوع نباتي كبير:
- محاصيل زراعية
  - القمح
  - القطن
  - الشعير
  - الخضروات
  - البقوليات
- النباتات الشجرية
- النباتات الحشائشية
- النباتات الشوكية.[بحاجة لمصدر]

## وصلات خارجية
- موقع مدينة القامشلي إحدى مدن الجزيرة
- مدونة وطن
- شبكة مواقع الحسكة نت
- ياقوت الحموي كتاب معجم البلدان
- شمس الدين المقدسي كتاب أحسن التقاسيم في معرفة الأقاليم